# King David (película de 1985)
King David (Rey David en España y El Rey David en Argentina) es una película dramática de 1985 dirigida por Bruce Beresford y protagonizada por Richard Gere.

## Argumento
Por su pecado de desobediencia, Dios retira en represalia su bendición al rey Saúl y envía al profeta Samuel para buscar a un nuevo heredero del trono de Israel. El elegido como nuevo heredero es un niño llamado David, que poco después logra una gran victoria para su pueblo al vencer al gigante filisteo Goliat con una honda. El sorprendente triunfo le da a David el favor de los israelitas. Sin embargo eso causa celos en Saúl, el cual quiere deshacerse del joven héroe, pero el intento suyo fracasa.
Él y su hijo, Jonatán, heredero del reino por linaje, mueren más tarde y David es proclamado rey. Ya en el trono, David es tentado por la visión de la bella Betsabé desnuda mientras se baña. El rey desea a la joven y quiera tenerla. Consigue su propósito deshaciéndose para ello de su marido, el hitita Urías, un pecado que Dios castiga. David también debe enfrentarse a la dolorosa traición de su hijo Absalón.

## Reparto
| Actor           | Papel     |
| --------------- | --------- |
| Richard Gere    | David     |
| Edward Woodward | Saul      |
| Alice Krige     | Bathsheba |
| Denis Quilley   | Samuel    |
| Niall Buggy     | Michal    |
| Cherie Lunghi   | Nathan    |
| Hurd Hatfield   | Ahimelech |

## Producción
Cabe destacar, que los productores ofrecieron un papel a una Rachel Weisz de tan solo 14 años en esta película. Sin embargo sus padres no se lo permitieron, porque era demasiado joven.

## Recepción
En un intento de conseguir éxito de taquilla se estrenó la película en varios países en Pascua. Sin embargo esta táctica solo funcionó en pocos países como España.
En el presente, la película de televisión ha sido valorada en portales cinematográficos y por críticos profesionales. En IMDb, por ejemplo, con aproximadamente 2400 votos registrados, el telefilme obtiene una media ponderada de 5,3 sobre 10. En cuanto a Rotten Tomatoes, los más de 1000 votos registrados en ese portal le dieron allí una valoración media de 3,1 de 5, mientras que los 12 críticos profesionales registrados en el portal le dan una valoración media de 4 de 10.